# Simaba polyphylla
Simaba polyphylla là một loài thực vật có hoa trong họ Thanh thất. Loài này được (Cavalcante) W.W. Thomas miêu tả khoa học đầu tiên năm 1985.